# Нојенкирхен (Анклам)
Нојенкирхен (њем. Neuenkirchen) општина је у њемачкој савезној држави Мекленбург-Западна Померанија. Једно је од 89 општинских средишта округа Остфорпомерн. Према процјени из 2010. у општини је живјело 302 становника. Посједује регионалну шифру (AGS) 13059073.

## Географски и демографски подаци
Нојенкирхен се налази у савезној држави Мекленбург-Западна Померанија у округу Остфорпомерн. Општина се налази на надморској висини од 11 метара. Површина општине износи 15,7 km². У самом мјесту је, према процјени из 2010. године, живјело 302 становника. Просјечна густина становништва износи 19 становника/km².